# 阿妮特·吕克斯
阿妮特·吕克斯（德語：Anette Rückes，1951年12月19日—），德国女子田径运动员，主攻400米短跑。她曾代表西德参加1972年夏季奥林匹克运动会田径比赛，获得女子4×400米接力铜牌。